# Osthopis
Osthopis là một chi bướm đêm thuộc họ Erebidae.